# Dorymyrmex ensifer
Dorymyrmex ensifer är en myrart som beskrevs av Auguste-Henri Forel 1912. Dorymyrmex ensifer ingår i släktet Dorymyrmex och familjen myror.

## Underarter
Arten delas in i följande underarter:
- D. e. ensifer
- D. e. laevigatus
- D. e. weiseri